# سلیبابی
سلیبابی (به عربی: سلیبابی) شهری در موریتانی و مرکز استان گیدی ماغا است. سلیبابی ۲٬۰۰۰ کیلومتر مربع مساحت و ۲۶٬۴۲۰ نفر جمعیت دارد و ۶۲ متر بالاتر از سطح دریا واقع شده‌است.